# Movimento Wikimedia

Movimento Wikimedia

Il movimento Wikimedia (in inglese: Wikimedia movement), o semplicemente Wikimedia, è la comunità globale dei contributori ai progetti di Wikimedia Foundation. Il movimento è nato attorno alla comunità di Wikipedia, e da lì si è espanso ad altri progetti, che includono i progetti comuni Wikimedia Commons e Wikidata, alcuni sviluppatori ed ingegneri del software volontari che contribuiscono a MediaWiki
Questi volontari sono supportati da numerose organizzazioni in tutto il mondo, tra cui Wikimedia Foundation, capitoli correlati, organizzazioni tematiche e altri gruppi.
Il nome «Wikimedia», composizione di wiki e media, è stato coniato dall'autore americano Sheldon Rampton in un post della mailing list inglese il 16 marzo 2003, tre mesi dopo che Wikizionario divenne il secondo progetto basato su wiki ospitato sulla piattaforma di Jimmy Wales e tre mesi prima che la Wikimedia Foundation fosse annunciata e incorporata."Wikimedia" può anche fare riferimento ai progetti Wikimedia.

## Comunità di Wikipedia
La comunità di Wikipedia è composta dai contributori all'enciclopedia online Wikipedia. I suoi membri sono definiti Wikipediani, contributori o editor dell'enciclopedia, tra i quali ci sono degli amministratori, chiamati anche admin o sysop (abbreviazione di system operators, in italiano "operatori di sistema").

## Organizzazioni

### Wikimedia Foundation
La Wikimedia Foundation (WMF) è un'organizzazione senza scopo di lucro americana e di beneficenza con sede a San Francisco, in California. Possiede i nomi di dominio e gestisce la maggior parte dei siti web del movimento, come Wikimedia, l'enciclopedia online e Wikimedia Commons.
WMF è stata fondata nel 2003 da Jimmy Wales per finanziare Wikipedia ed i suoi progetti fratelli attraverso mezzi senza scopo di lucro. Lo scopo della fondazione è: «... responsabilizzare e coinvolgere le persone in tutto il mondo per raccogliere e sviluppare contenuti educativi con licenza gratuita o di pubblico dominio e per diffonderli in modo efficace e globale.»
Nel 2015 WMF aveva un budget di 72 milioni di dollari, spendendo 52 milioni di dollari per il suo funzionamento e aumentando le sue riserve a 82 milioni di dollari ed era finanziata principalmente da donazioni con una cifra media di $ 15.